# .ps
.ps je vrhovna internetska domena (country code top-level domain - ccTLD) za Državu Palestinu. Domenom upravlja Palestinian National Internet Naming Authority.

## Vanjske poveznice
- IANA .ps whois informacija  Arhivirana inačica izvorne stranice od 29. lipnja 2006. (Wayback Machine)